# アフリカの主権国家及び属領の一覧

下記は、アフリカの主権国家及び属領の一覧である。
一覧には、アフリカ人と非アフリカ人が居住する国、完全に承認された国、一部の国から承認された国、事実上独立した地域を含む。一覧には、54の主権国家と10の非主権地域が含まれている。
マルタの全域およびフランス・ イタリア・ポルトガル・スペインの一部はアフリカプレート上に位置しており、ヨーロッパ本土よりもアフリカに近い場所にあるが、政治的にも一般的にもヨーロッパの一部と認識されている。同様に、ソコトラ島はアフリカプレート上にあり、アフリカに近い場所にあるが、アジアの国であるイエメンの一部である。エジプトのシナイ半島はアジアに属するが、エジプト自体はアフリカの国と認識されている。

## 主権国家

### 認められている国
以下の54か国は完全に承認されており、全て国際連合およびアフリカ連合に加盟している（2023年12月現在）。ただし、中央アフリカ共和国はアフリカ連合の加盟資格が停止されている。
| * | = アフリカ連合の加盟資格停止 |

### 一部認められている国家
以下は、主権国家としてアフリカに存在しているが、一部の国にのみ承認されており、国際連合には加盟していない。サハラ・アラブ民主共和国はアフリカ連合に加盟している。
| 国旗 | 位置 | 名称と正式名称                  | 状態 | 現地語の名称と正式名称 | 首都                                                                 | 人口      | 面積                        |
| ---- | ---- | ------------------------------- | --- | --- | -------------------------------------------------------------------- | --------- | --------------------------- |
|      |      | サハラ・アラブ民主共和国        | モロッコが南部諸州として領有を主張。アフリカ連合と45の国連加盟国により西サハラを代表する政府と承認されている。 | アラビア語: الجمهورية العربية الصحراوية الديمقراطية (al-Jumhūrīyah al-‘Arabīyah aṣ-Ṣaḥrāwīyah ad-Dīmuqrāṭīyah) スペイン語: República Árabe Saharaui Democrática | アイウン （主張） アラビア語: العيون (al-ʿuyūn) スペイン語: El Aaiún | 266,000   | 267,405 km2 (103,246 sq mi) |
|      |      | ソマリランド ソマリランド共和国 | 国際的にはソマリアの一部と見なされており、国連加盟国からは承認されていない。                                   | アラビア語: جمهورية أرض الصومال — أرض الصومال (Jumhūrīyat Arḍ aṣ-Ṣūmāl) ソマリ語: Jamhuuriyadda Somaliland                                                      | ハルゲイサ アラビア語: هرجيسا ソマリ語: Hargeysa                     | 4,000,000 | 137,600 km2 (53,128 sq mi)  |

## 非主権領域
以下の10の地域は非主権領域である。

### 海外領土・自治領
以下は、他の国の海外領土・自治領である。
| 旗 | 位置 | 名称と正式名称                                       | 状態               | 現地語の名称と正式名称 | 首都             | 人口       | 面積                 |
| -- | ---- | ---------------------------------------------------- | ------------------ | ---------------------- | ---------------- | ---------- | -------------------- |
|    |      | フランス領南方・南極地域                             | フランスの海外領土 |                        | サン＝ピエール   | 定住者なし | 38.60 km2 (15 sq mi) |
|    |      | セントヘレナ・アセンションおよびトリスタンダクーニャ | イギリスの海外領土 |                        | ジェームズタウン | 5,661      | 420 km2 (162 sq mi)  |

### その他の領域
以下は、アフリカ以外を本土とする国の一部として管理されている領域である。
| 旗 | 位置 | 名称と正式名称            | 状態                         | 現地語の名称と正式名称                              | 首都 | 人口      | 面積                    |
| -- | ---- | ------------------------- | ---------------------------- | --------------------------------------------------- | --- | --------- | ----------------------- |
|    |      | カナリア諸島              | スペインの自治州             | スペイン語: Islas Canarias                          | サンタ・クルス・デ・テネリフェ / ラス・パルマス・デ・グラン・カナリア スペイン語: Santa Cruz de Tenerife / Las Palmas de Gran Canaria | 2,205,247 | 7,447 km2 (2,875 sq mi) |
|    |      | セウタ セウタ自治都市     | スペインの自治都市           | スペイン語: Ceuta — Ciudad autónoma de Ceuta        | セウタ スペイン語: Ceuta | 76,861    | 28 km2 (11 sq mi)       |
|    |      | マデイラ マデイラ自治地域 | ポルトガルの自治地域         | ポルトガル語: Madeira — Região Autónoma da Madeira  | フンシャル ポルトガル語: Funchal | 267,785   | 828 km2 (320 sq mi)     |
|    |      | マヨット マヨット県       | フランスの海外県             | フランス語: Mayotte — Département de Mayotte        | マムズ フランス語: Mamoudzou | 186,452   | 374 km2 (144 sq mi)     |
|    |      | メリリャ メリリャ自治都市 | スペインの自治都市           | スペイン語: Melilla — Ciudad autónoma de Melilla    | メリリャ スペイン語: Melilla | 72,000    | 20 km2 (8 sq mi)        |
|    |      | プラサス・デ・ソベラニア  | スペインの海外領土           | スペイン語: Plazas de soberanía                     | N/A | 74        |                         |
|    |      | レユニオン レユニオン島   | フランスの海外県・海外地域圏 | フランス語: Réunion — Îles Réunion                  | サン＝ドニ フランス語: Saint-Denis | 793,000   | 2,512 km2 (970 sq mi)   |
|    |      | ペラージェ諸島            | イタリアの領土               | イタリア語: Isole Pelagie シチリア語: Ìsuli Pilaggî | ランペドゥーザ・エ・リノーザ イタリア語: Lampedusa e Linosa シチリア語: Lampidusa e Linusa                                            | 6,304     | 21.4 km2 (8 sq mi)      |